# Gewöhnliche Brechnuss

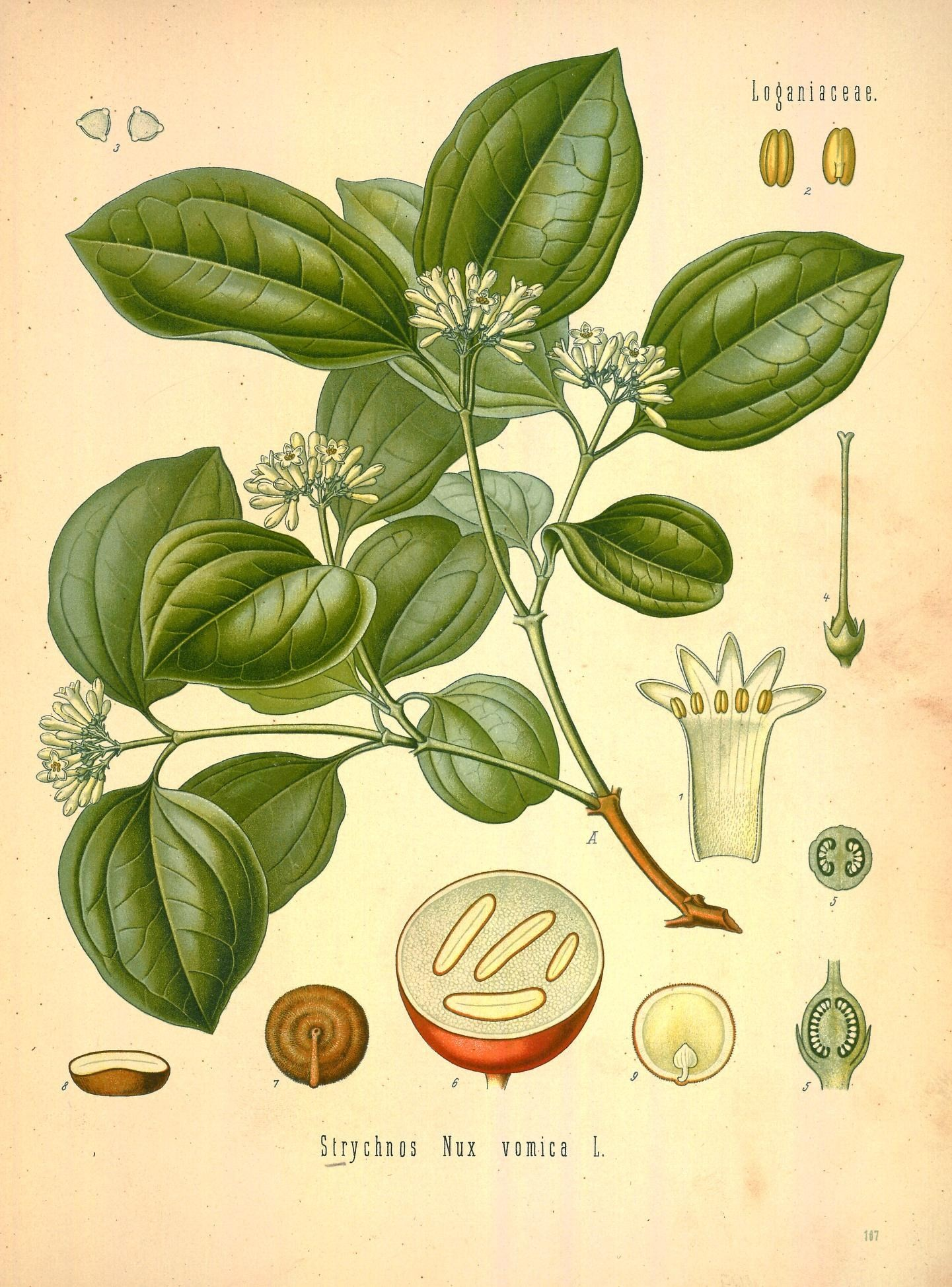
Illustration

Die Gewöhnliche Brechnuss (Strychnos nux-vomica L., Synonym: Strychnos spireana Dop, Strychnos vomica St.-Lag.), auch kurz Brechnuss oder Krähenaugenbaum, Strychninbaum oder Brechnussbaum genannt, ist eine Baumart aus der Familie der Brechnussgewächse (Loganiaceae), die in Südostasien beheimatet ist.

## Pflanzenbeschreibung

### Baum
Die Gewöhnliche Brechnuss wächst als ein immergrüner Laubbaum, der gewöhnlich Wuchshöhen von 25 m erreicht. Er besitzt eine schwarzgraue bis gelblichgraue, im Alter feinwarzige Rinde. Die bräunlichen Zweige sind wiederholt gabelteilig und tragen ledrige und gestielte, gegenständige, obseits glatte, glänzende, dunkelgrüne, unterseits fahlgrüne Laubblätter. Die Blätter sind etwa 5–18 × 4–12,5 cm groß, elliptisch bis eiförmig oder verkehrt-eiförmig, die Blattränder sind ganz, die Spitze ist abgerundet oder spitz bis zugespitzt. Die Spreite ist unterseits feinhaarig, die Nervatur ist drei- bis fünfzählig und weißlich bis hellgrün. Es sind keine Nebenblätter vorhanden.
Die Blütenstände sind end- oder achselständige, lockere Thyrsen oder Schirmrispen. Die duftenden, grünlich-weißen bis weißen, zwittrigen und kurz gestielten Blüten sind etwa 1,3 cm lang, fünfzählig und stieltellerförmig, mit kürzeren, ausgebreiteten Kronzipfeln. Die Kronröhre ist außen kahl und innen an der Basis mehr oder weniger behaart. Der feinhaarige, kurze, grüne Kelch hat fünf eiförmige, spitze Zipfel. Der zweikammerige Fruchtknoten ist oberständig mit einem langen, vorstehenden Griffel mit zweilappiger Narbe. Die knapp vorstehenden, sehr kurzen Staubblätter sitzen am Schlund. Es sind Nektarien vorhanden.
Als Frucht trägt der Brechnussbaum anfangs grüne, bei Reife orangerote, 3–6 cm große, glatte, rundliche Beeren mit einer dünnen, leicht zerbrechlichen, harten, trockenen Schale, deren weißliches, bitter schmeckendes, aber essbares und gallertartiges, klebriges Fruchtfleisch meist (1)2 bis 4(6) knopfähnliche, fast flache, kurz seidenhaarigen Samen enthält.

### Samen

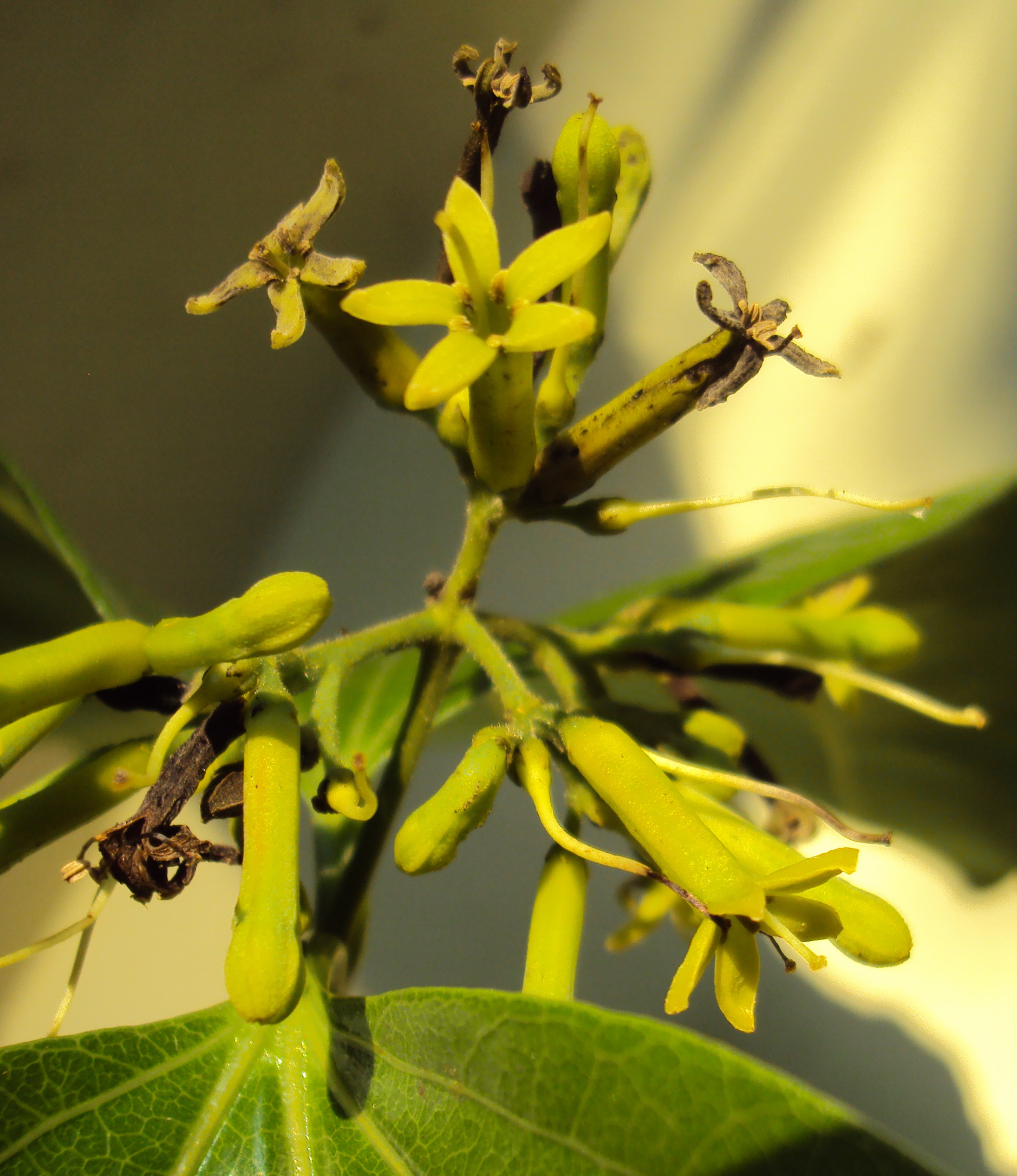
Blütenstand

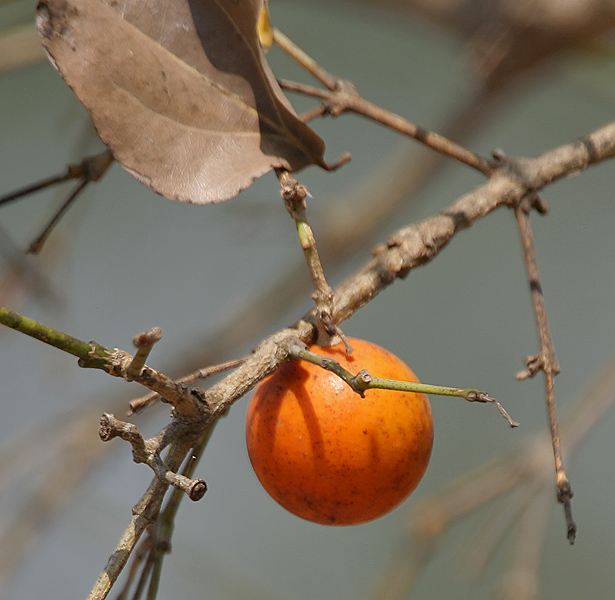
Frucht

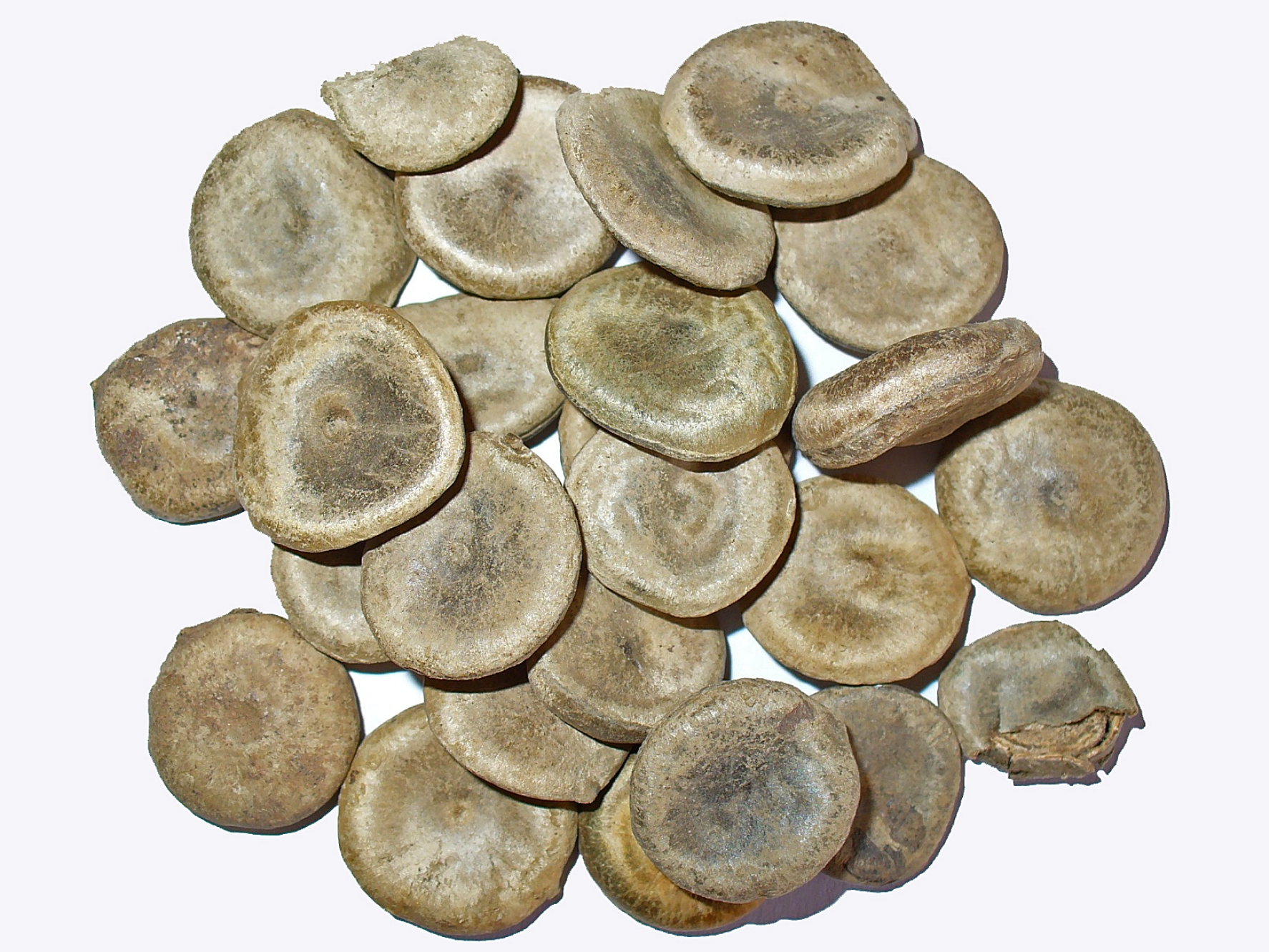
Samen von Strychnos nux-vomica

Strukturformel von Strychnin

Der Brechnusssamen (Semen Strychni, auch Nux vomica, Nux Metella, Semen Nucis vomica, Semen Strichni) wird auch Krähenauge oder Brechnuss genannt. Die sehr giftigen, scheibenförmigen und fein behaarten Samen (die Behaarung verliert sich bei der Lagerung) sind etwa 1,5–3 cm groß und 4–6 mm dick, sie wiegen etwa 1,2–2,4 g. Die graugrünlich-bräunliche Schale des Samens ist äußerst hart und steht unter starker Spannung. Bei Witterungswechsel, speziell wenn es feucht wird, platzen die Brechnusssamen explosionsartig an den Längsseiten auf und keimen dann aus. Sie sind geruchlos, weisen aber einen sehr bitteren und scharfen, Übelkeit erregenden Geschmack auf.

### Chromosomenzahl
Die Chromosomenzahl beträgt 2n = 24 oder 44.

## Vorkommen
Die Gewöhnliche Brechnuss bevorzugt tonige sowie tonig-sandige Böden und steigt im Hügelland bis in Höhen von 1200 m. Verbreitet ist der Baum von Indien bis Nordaustralien. Ferner ist der Baum auch auf den Philippinen, Java, Sri Lanka, Malaysia, Pakistan, China, Burma, Thailand, Laos, Kambodscha, Südvietnam, sowie im tropischen Westafrika entlang von Wasserläufen und am Rande von trockenen Wäldern zu sehen. Besonders in Nordaustralien, Sri Lanka sowie im tropischen Indien ist die Gewöhnliche Brechnuss weit verbreitet.

## Sprachliches
Die Bezeichnung des Brechnusssamen als Krähenauge (mittelhochdeutsch auch kraejenäuglīn/kraejenöugelin „Krähenäuglein“) ist auf das augenartige Aussehen zurückzuführen. Eine  irreführende Benennung ist aber der Name Brechnuss (lateinisch nux vomica, auch castaneola indica). Mit der Überführung aus dem Lateinischen wurde für den Namen Nux vomica (nux = Nuss; vomere bedeutet brechen) die Brechnuss (im Mittelalter – etwa in Circa instans – auch „Speinuss“ genannt) eingeführt. Der Brechnusssamen verursacht aber nur selten Erbrechen und die Beerenfrucht ist auch keine Nussfrucht.

## Wichtige Inhaltsstoffe und ihre Wirkung
Rinde, Holz, Wurzeln, Blätter und Samen enthalten unter anderem das hochgiftige Alkaloid Strychnin. Der getrocknete Samen ist die wesentliche Arzneidroge, die aus dem Brechnussbaum gewonnen wird. Die Brechnusssamen enthalten unter anderen die an Chlorogensäure gebundenen Nervengifte Strychnin und Brucin sowie Colubrin und das weniger bedeutende Vomicin. Die giftigen Inhaltsstoffe des Brechnusssamenextrakts bewirken eine Lähmung des Zentralnervensystems. In winzigen Spuren kann sich eine psychotrope Wirkung einstellen wie z. B. verschärfte Wahrnehmung von Sinneseindrücken. Bereits ca. 0,2 g des Brechnusssamenextraktes können zu Zwerchfellkrämpfen, Muskelzuckungen sowie Tod durch Atemlähmung führen. Die Vergiftungen sind aber abhängig von der Qualität der Droge (beispielsweise weisen die Brechnusssamen von Sri Lanka mit 5 % den höchsten Alkaloidgehalt auf) sowie vom Füllstand des Magens.

## Besonderheit
Der Nashornvogel ernährt sich unter anderem von den äußerst giftigen Brechnusssamen. Auch für Schnecken ist das Krähenauge ungiftig. Des Weiteren wurde beobachtet, dass auch andere Vögel (z. B. Hühner) eine hohe Widerstandskraft gegen die Giftwirkung des Samens besitzen.

## Nutzung

### Historisch
Die Samen werden seit über 1000 Jahren als Arzneimittel verwendet. Schon im 11. Jahrhundert wurde es in der arabischen Medizin erwähnt. Die Brechnuss gelangte im 15. Jahrhundert aus Südostasien nach Europa. Die Samen wurden im Mittelalter gegen die Pest eingesetzt. Im 17. Jahrhundert findet das Krähenauge Verwendung beim Betäuben von Fischen und beim Vergiften von Tieren (Füchsen, wilden Katzen, Hunden, Krähen, Raben, Ratten und Mäusen). Indische oder chinesische Kräuterkundige verabreichten die Wirkstoffe bei Appetitlosigkeit, Muskelschwäche oder -lähmungen, zur Schmerzlinderung, gegen Fieber, zur Förderung der Blutzirkulation, gegen Menstruationsprobleme sowie gegen Cholera und Tollwut.

### In der Medizin
Früher wurde die Arzneidroge bei Schwächezuständen verordnet sowie bei Herz-Kreislauf-Beschwerden und als appetitanregendes Mittel. Aufgrund der geringen therapeutischen Breite und der Nebenwirkungen (Anhäufung von Strychnin im Körper), besonders bei Lebergeschädigten, sind solche Arzneimittel fast vollkommen verschwunden. Die Brechnusssamen sind aber noch heute der Ausgangsstoff zur Gewinnung von Strychnin.
Auch die Rinde, das Holz und die Blätter werden als Arznei genutzt.
Es werden verschiedene Strychnos-Arten genutzt, allerdings wirken diese recht unterschiedlich. Stärker wirkt die Ignatius-Brechnuss.

### In der Homöopathie
Das Homöopathikum Nux vomica (Kurzform: Nux v) war eines der ersten Mittel, die von Samuel Hahnemann im ersten Band seiner Reinen Arzneimittellehre 1805 veröffentlicht wurden. Die sogenannte Urtinktur wird aus den reifen, getrockneten und feingepulverten Brechnusssamen, die mindestens fünf Tage in Alkohol angesetzt werden, gewonnen. Bis zur Verabreichung in der typischen D6-„Potenzierung“ wird es allerdings so lange verdünnt, dass schließlich die Menge der Verunreinigungen im Lösungsmittel die Menge der noch vorhandenen Urtinktur übersteigt und eine pharmakologische Wirkung ausgeschlossen werden kann.
Aus Sicht der Homöopathie ist Nux vomica eines der zuverlässigsten und gut geprüften Polychreste. Charakteristische Anwendungsgebiete von Nux vomica, auch bekannt unter Strychnos nux vomica, sind die Aufhebung von Schäden (z. B. Einnahme unpassender homöopathischer Mittel, Missbrauch von Genussmitteln (z. B. Alkohol, Tabak, Kaffee, Überessen)), Nebenwirkungen von nicht-homöopathischen Medikamenten (z. B. Antibiotika, Narkotika, Kortison, Chemotherapeutika etc.) bei Menschen, die eine sehr geringe Toleranzgrenze (sehr schnell zornig, schnell unzufrieden, schnell überreizt, schnell ungeduldig, leicht gekränkt, leicht überempfindlich auf geringste Geräusche, Gerüche oder Schmerzen) aufweisen. Aus medizinischer Sicht ist eine Wirksamkeit homöopathischer Mittel jenseits des Placebo-Effekts ausgeschlossen.

### Weitere Nutzung
Die Samen können auch zum Färben verwendet werden.
Der harte, schöne und beständige Holz (Schlangenholz; Wurzel-, Astholz), ist begehrt. Verschiedene Brechnuss-Arten werden verwendet, auch Strychnos wallichiana (Syn.: Strychnos colubrina) und Strychnos lucida (Syn.: Strychnos muricata, Strychnos ligustrina)